# Tuğrul Erat
Tuğrul Erat (Solingen, 17 giugno 1992) è un calciatore azero, centrocampista dell'Union Nettetal.

## Carriera

### Nazionale
Ha esordito in nazionale il 5 marzo 2014 nell'amichevole Filippine-Azerbaigian (0-1).

## Palmarès

### Club

#### Competizioni nazionali
- 3. Liga: 1

Duisburg: 2016-2017